# Strzakły
Strzakły – wieś w Polsce położona w województwie lubelskim, w powiecie bialskim, w gminie Międzyrzec Podlaski.
Wieś była własnością starosty guzowskiego i nowomiejskiego Stanisława Opalińskiego w 1673 roku, leżała w ziemi mielnickiej województwa podlaskiego w 1795 roku. W latach 1975–1998 miejscowość administracyjnie należała do województwa bialskopodlaskiego.
Wieś jest sołectwem w gminie Międzyrzec Podlaski. Według Narodowego Spisu Powszechnego z roku 2011 wieś liczyła 414 mieszkańców.
| SIMC    | Nazwa            | Rodzaj    |
| ------- | ---------------- | --------- |
| 0016194 | Barani Kąt       | część wsi |
| 0016202 | Podkarpina       | część wsi |
| 0016219 | Podlasie         | część wsi |
| 0016225 | Przytoczna       | część wsi |
| 0016231 | Trzebieska Droga | część wsi |
| 0016248 | Zagościniec      | część wsi |
| 0016254 | Zalasek          | część wsi |

We wsi znajduje się zakład przetwórstwa mięsnego.
Wierni Kościoła rzymskokatolickiego należą do parafii św. Mikołaja w Międzyrzecu Podlaskim.